# Chalut-bœuf
Le chalut-bœuf (Pair trawling pour les anglophones) est traîné par deux bateaux. La manœuvre en est plus délicate mais il permet d'avoir de très gros chaluts dont la gueule est bien plus largement ouverte. Les chalutiers embarquent alternativement les prises. Ils sont par exemple utilisés par les pêcheurs de la Turballe et de Saint-Jean-de-Luz en France ou dans les pays scandinaves. C'est le mode de pêche qui capture le plus de cétacés en Manche où il est utilisé pour la pêche au bar.
Seul le Royaume-Uni a assuré un suivi indépendant, sur plusieurs années, des prises de cétacés par chalut en bœuf, démontrant un niveau des prises accessoires dépassant les seuils critiques pour le chalutage pélagique en bœuf en Manche. Lors de la saison 2003/2004, 169 dauphins communs ont ainsi été tués dans les chaluts (bœufs) anglais de cette zone (pour un total estimé de 439 dauphins pris pour tout le Royaume-Uni cette année-là). La France assurant environ 5/6 de cette pêche, une extrapolation des taux de prises anglais donnerait un total d'environ 2600 animaux tués en un an en France. Sur ces bases, le gouvernement britannique a demandé en 2004 la fermeture de cette pêche (en mesures d'urgence de la PCE). Cette demande a été refusée par l'UE.
En 2008, un rapport de l'Ifremer conclut à des captures accidentelles de cétacés de l'ordre de 400 individus par an pour le chalutage pélagique en bœuf.
Ce chalutage est particulièrement efficace sur les espèces démersales. Dans les eaux, où le bruit d'un seul navire peut disperser les poissons, deux navires avançant de concert tendent à rabattre le poisson dans l'axe du filet, permettant des captures souvent considérablement supérieures à celles atteintes par le chalutage de fond. Le chalutage en bœuf ciblant COD (cabillaud) au large de la côte de la Nouvelle-Angleterre a rapporté en moyenne par navire de pêche, des captures de trois à six fois plus élevées qu'avec des chaluts simples.